# In Concert with the London Symphony Orchestra
Az In Concert with the London Symphony Orchestra a Deep Purple és a Londoni Szimfonikus Zenekar londoni Royal Albert Hallban tartott közös koncertjének 1999-es felvétele. A koncert az 1969-es Concerto for Group and Orchestra előadásának ismétlése: 30 évvel azelőtt ugyanott mutatta be az együttes a Királyi Filharmonikusokkal Jon Lord concertóját. A felvétel dupla CD-n és DVD-n is megjelent.

## Számok listája
Az európai CD kiadás számlistája. A videóváltozat rövidebb: a csillaggal jelölt számok csak a CD-n szerepelnek, a koncertvideón nem. Zárójelben szerepelnek a számok szerzői: a Deep Purple jelzés az együttes aktuális felállását (Mk. VII) jelöli. Egyes számok előadásában vendégzenészek is részt vesznek.
1. lemez
1. Pictured within (Jon Lord) 8:38
2. Wait a while (Jon Lord) 6:44
3. Sitting in a dream (Roger Glover) 4:01
4. Love is all (Roger Glover/Eddie Hardin) 4:40
5. Via Miami (Roger Glover/Ian Gillan) 4:52 *
6. That's why God is singing the blues (Dave Corbett) 4:03 *
7. Take it off the top (Steve Morse) 4:43 *
8. Wring that neck (Blackmore/Simper/Paice/Lord) 4:38
9. Pictures of home (Blackmore/Gillan/Glover/Lord/Paice) 9:26

2. lemez
1. Concerto for group and orchestra – Movement I (Jon Lord) 17:03
2. Concerto for group and orchestra – Movement II (Jon Lord) 19:44
3. Concerto for group and orchestra – Movement III (Jon Lord) 13:29
4. Ted the Mechanic (Deep Purple) 4:50
5. Watching the sky (Deep Purple) 5:38
6. Sometimes I feel like screaming (Deep Purple) 7:45
7. Smoke on the water (Blackmore/Gillan/Glover/Lord/Paice) 6:44

+1 szám: a kiadások egy számban eltérnek egymástól.
- Európai kiadás: Smoke on the water (MPEG-videó az 1. CD végén)
- Amerikai kiadás: Ted & them (Ted the Mechanic, MPEG-videó az 1. CD végén) 4:07
- A későbbi kiadások 1. CD-jén nincs videó, helyette egy ráadás szám a That's why God is singing the blues után:
  - 7. Night meets light (Steve Morse) 6:08

## Előadók
- Ian Gillan – ének
- Roger Glover – basszusgitár
- Jon Lord – orgona
- Steve Morse – gitár
- Ian Paice – dob
- A Londoni Szimfonikus Zenekar Paul Mann vezényletével.

### Vendégelőadók
- Aitch Mc Robbie (ének), Margo Buchanan (ének), Pete Brown (ének, gitár), Mario Argandona (ének, ütősök), Sam Brown (ének), Miller Anderson (ének, gitár), Ronnie James Dio (ének), Graham Preskett (hegedű), Steve Morris (gitár), Eddie Hardin (zongora)
- Steve Morse Band
  - Steve Morse – gitár
  - Dave La Rue – basszusgitár
  - Van Romaine – dob
- The Kick Horns
  - Annie Whitehead (harsona)
  - Paul Spong (trombita)
  - Roddy Lorimer (trombita)
  - Simon C Clarke (szaxofon, fuvola)
  - Tim Sanders (szaxofon)